# Peter Connelly

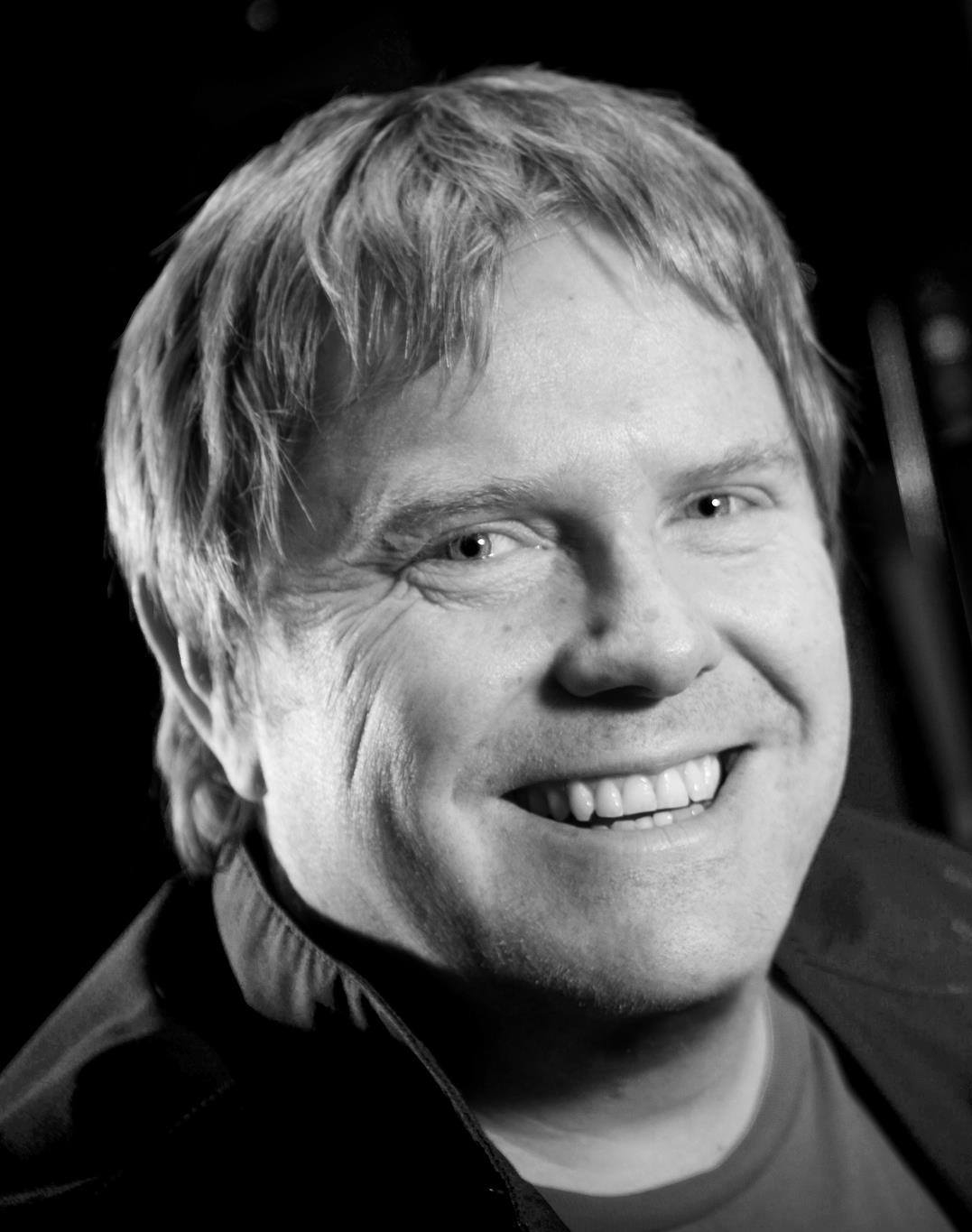
Peter Connelly (2013)

Peter Connelly (* 8. September 1972 in England) ist ein britischer Komponist von Musik für Computerspiele und Sounddesigner. Zu seinen bekanntesten Werken zählt die Musik für drei Spiele der Tomb-Raider-Reihe von Core Design. Weiterhin arbeitete er für Ubisoft Reflections und Eutechnyx.
Connelly betreibt eine Musikfirma für Komposition, Musikproduktion, Tontechnik und Sounddesign namens Universal Sound Design. Er studierte Musik-Technologie am Newcastle College und kann Cello, Gitarre und Klavier spielen. Als Komponisten, die seinen Kompositionsstil beeinflussten, nennt er John Williams und Danny Elfman.
Der Soundtrack des Spiels Tomb Raider: The Angel of Darkness ist der erste Spielesoundtrack, den Connelly im Stil klassischer Orchestermusik komponierte. Er wählte Instrumente wie Oboe, Englischhorn, Harfe und Flöte, um die Hauptfigur Lara Croft zu repräsentieren.

## Werke
- 1999 Tomb Raider: The Last Revelation[1]
- 2000 Tomb Raider: Chronicles[1]
- 2002 Herdy Gerdy (mit Martin Iveson)
- 2003 Tomb Raider: The Angel of Darkness (mit Martin Iveson)[1]
- 2011 Driver: San Francisco (Sounddesigner)[2]